# Małgorzata Paleolog z Montferratu
Małgorzata Paleolog lub Małgorzata z Monferratu (ur. 1365, zm. 1420) – seniorka Acqui Terme, żona hrabiego Urgel - Piotra Aragońskiego (1340-1408).

## Życiorys
Była córką Jana II Paleologa, markiza Montferratu w latach 1338-1372 i Izabeli z Majorki (ur. 1337, zm. po 1430, córki Jakuba III, ostatniego króla Majorki). Jej braćmi byli: Otto III Paleolog, Jan III Paleolog i Teodor II Paleolog. Jej ślub z Piotrem Aragońskim, hrabią Urgel odbył się w 1376 roku. W 1408 owdowiała. Z ich związku urodziło się 9 dzieci. 